# Cobrieux
Cobrieux – miejscowość i gmina we Francji, w regionie Hauts-de-France, w departamencie Nord.
Według danych na rok 1990 gminę zamieszkiwało 461 osób, a gęstość zaludnienia wynosiła 162 osób/km² (wśród 1549 gmin regionu Nord-Pas-de-Calais Cobrieux plasuje się na 808. miejscu pod względem liczby ludności, natomiast pod względem powierzchni na miejscu 852.).